# Campillo de Azaba
Campillo de Azaba is een gemeente in de Spaanse provincie Salamanca in de regio Castilië en León met een oppervlakte van 26,03 km². Campillo de Azaba telt 169 inwoners (1 januari 2016).

## Demografische ontwikkeling
Bron: INE, 1857-2011: volkstellingen